# ماركوس فوغل
ماركوس فوغل هو متزحلق جبال الألب سويسري، ولد في 12 يناير 1984 في ستانس في سويسرا.

## وصلات خارجية
- ماركوس فوغل على موقع الاتحاد الدولي للتزلج (التزلج على المنحدرات الثلجية) (الإنجليزية)